# Mar de Halmahera

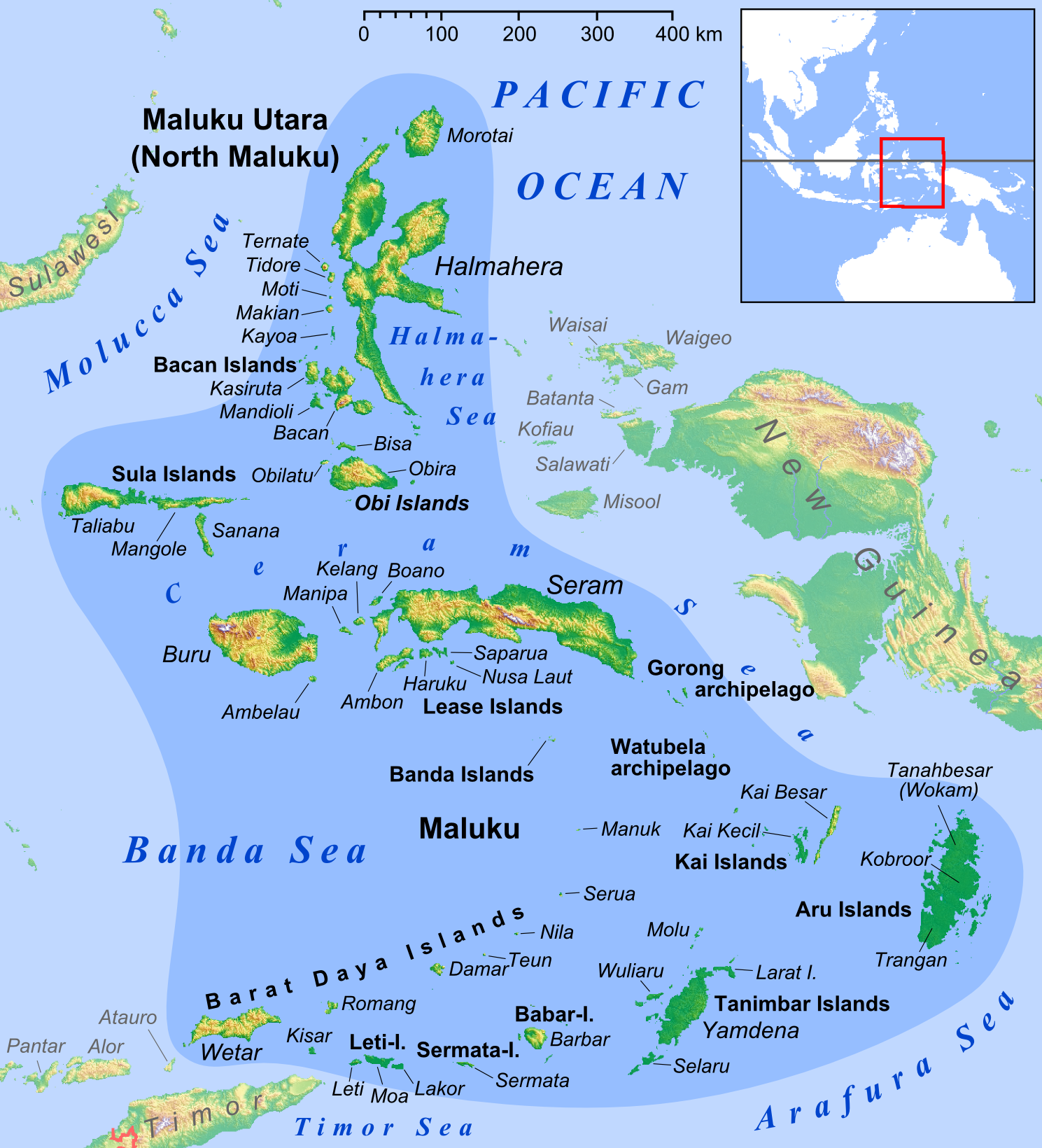
Mar de Halmahera Sea ao norte das ilhas Maluku.

O Mar de Halmahera é um mar do Oceano Pacífico junto à ilha de Halmahera, da Indonésia. O seu centro é aproximadamente dado pelo cruzamento do paralelo 1 S com o meridiano 129 E.
É limitado por Halmahera a oeste, por Waigeo e Irian Jaya a leste e pelo mar de Ceram a sul.

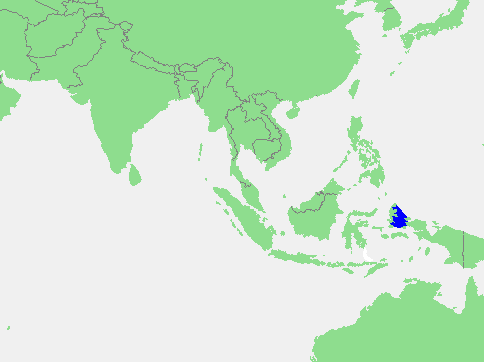
Localização do Mar de Halmahera